# Snob (singolo)
Snob è un singolo del cantautore italiano Alfa, in collaborazione con il rapper e cantautore italiano Rosa Chemical, pubblicato il 22 aprile 2021 come quarto estratto dal secondo album in studio di Alfa, Nord.

## Tracce
Testi di Andrea De Filippi, Manuel Franco Rocati, Stefano Tognini, Alessandro Pulga, musiche di Stefano Tognini, Alessandro Pulga.
1. Snob – 2:51